# 程宏毅
程宏毅（1914年3月—1997年6月20日），山西盂县人，原名程人士，中华人民共和国政治人物。中共十二大代表。
生于盂县路家村乡红润沟村，青年时期在太原求学，1935年入南开大学经济系。1936年7月加入中国共产党。
曾任晋察冀边区五台山行政公署秘书、晋察冀边区政府秘书长、阳泉市人民政府市长、北京市人民委员会副市长、中共贵州省委副书记、贵州省人民委员会副省长、中华全国供销合作总社常务副主任等职。1997年6月20日逝世于北京。